# Kampioenschap van Vlaanderen 1999
Il Kampioenschap van Vlaanderen 1999, ottantaquattresima edizione della corsa, si svolse il 17 settembre 1999 su un percorso di 182 km, con partenza e arrivo a Koolskamp. Fu vinto dal belga Michel Vanhaecke della Tonissteiner-Colnago davanti al lettone Arvis Piziks e all'olandese Steven de Jongh.

## Ordine d'arrivo (Top 10)
| Pos. | Corridore          | Squadra                             | Tempo    |
| ---- | ------------------ | ----------------------------------- | -------- |
| 1    | Michel Vanhaecke   | Tonissteiner-Colnago                | 4h15'00" |
| 2    | Arvis Piziks       | Team Home-Jack & Jones              |          |
| 3    | Steven de Jongh    | TVM-Farm Frites                     |          |
| 4    | Niko Eeckhout      | Palmans-Ideal                       |          |
| 5    | Lars Michaelsen    | FDJ                                 |          |
| 6    | Adriano Baffi      | Mapei-Quick Step                    |          |
| 7    | Geert Verheyen     | Lotto-Mobistar                      |          |
| 8    | Danny Daelman      | Collstrop-De Federale Verzekeringen |          |
| 9    | Wim Omloop         | Spar-RDM                            |          |
| 10   | Mikael Holst Kyneb | Team Home-Jack & Jones              |          |